# Xanton-Chassenon
 Xanton-Chassenon  es una población y comuna francesa, en la región de Países del Loira, departamento de Vendée, en el distrito de Fontenay-le-Comte y cantón de Saint-Hilaire-des-Loges.

## Demografía
| 565 | 561 | 540 | 646 | 691 | 651 |
| Para los censos de 1962 a 1999 la población legal corresponde a la población sin duplicidades (Fuente: INSEE [Consultar]) |     |     |     |     |     |